# Wilhelm Scheuchzer

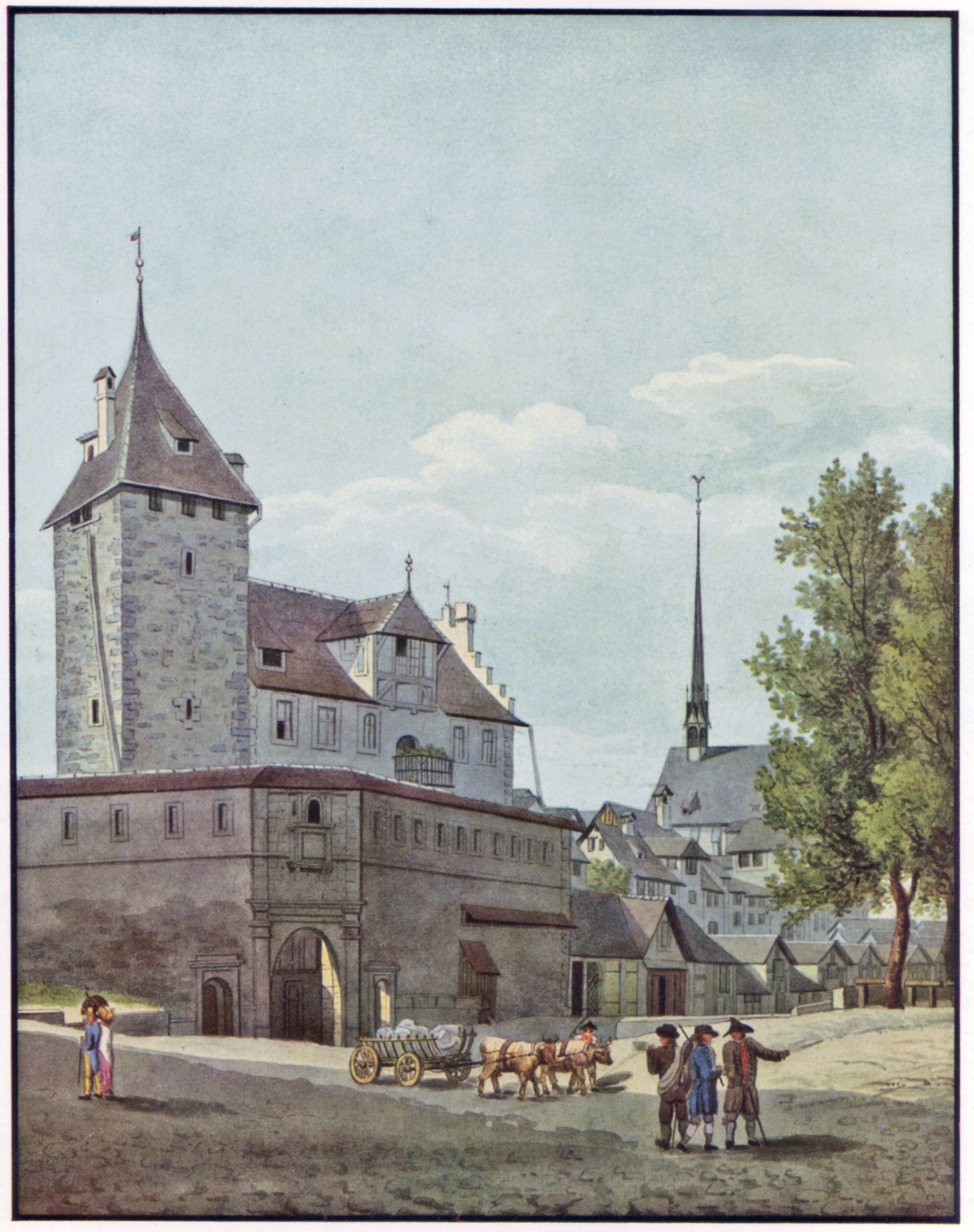
Das Kronentor am Zürcher Hirschengraben.
Aquarell von 1827

Wilhelm Scheuchzer (* 24. März 1803 in Hausen am Albis; † 28. März 1866 in München) war ein Schweizer Landschaftsmaler.
Scheuchzers Bilder zeigen typische Merkmale der Romantik, mit weitgehend idealisierten Betrachtungen der alpinen Landschaft.